# 嵐吉三郎 (6代目)
六代目 嵐 吉三郎（ろくだいめ あらし きちさぶろう、1875年（明治8年）8月22日 - 1927年（昭和2年）10月4日）は、上方歌舞伎の役者。屋号は岡嶋屋。定紋は三つ吉、替紋は三つ柏。本名は福田 彦太郎（ふくだ ひこたろう）。俳名に李冠がある。

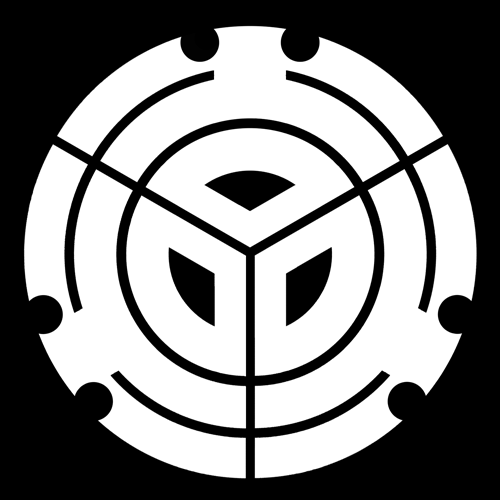
三つ吉

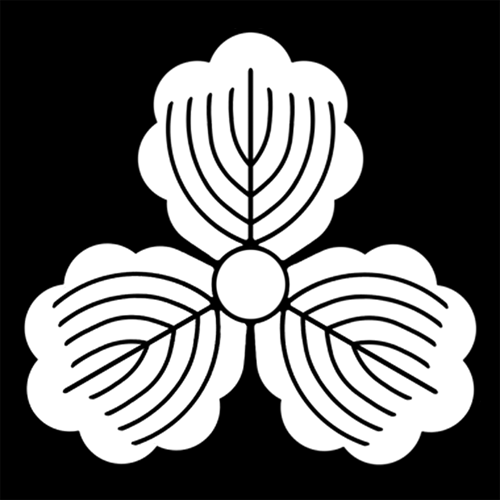
三つ柏

## 概要
京都祇園または大阪堀江の生まれ。二代目中村雀右衛門の門人となり、1883年（明治16年）10月京都四條北座『酔菩提』で中村雀三郎を名乗って初舞台。京都を中心に人気を集め、1886年（明治19年）には大阪中座に出る。その後二代目市川左團次一座に加わり東京の舞台に出る。次第に実力が認められ、1902年（明治35年）6月京都南座において六代目嵐吉三郎を襲名。襲名披露の口上は初代中村鴈治郎と二代目中村梅玉という上方歌舞伎の双璧にはさまれた豪華なものだった。大正以降は大阪に腰を置いて関西歌舞伎の主力として活躍、初代鴈治郎を支えた。立役・女形ともによくし、時代物・世話物のほか新作もこなす器用さを持ち合わせていた。
当たり役は『二月堂良弁杉由来』（二月堂）の良弁上人、『梶原平三誉石切』（石切梶原）の梶原平三、『ひらかな盛衰記』の樋口次郎、『恋女房染分手綱』（重の井子別れ）の重の井など。